# José Pérez de Lanciego Eguiluz y Mirafuentes
José Pérez de Lanciego Eguilaz y Mirafuentes, O.S.B. (Viana, Navarra, 1655 - Ciudad de México, 25 de enero de 1728) fue un religioso benedictino español, arzobispo de México. Su ayuda fue definitiva para que el Rey lograra que en Nueva España el clero secular predominara sobre el regular.

## Biografía
Hijo del matrimonio formado por Miguel Pérez de Lanciego y María Sáenz de Eguilaz, fue bautizado en la parroquia de Nuestra Señora de la Asunción de Viana el 23 de febrero de 1656. Estudió Filosofía en la Universidad de Alcalá de Henares pero, a pesar de la negativa paterna, abandonó la universidad en 1670 y tomó el hábito el 4 de agosto de 1671 en el Monasterio benedictino de Santa María la Real de Nájera, perteneciente a la Congregación Observante de San Benito de Valladolid. Acabados sus estudios eclesiásticos en los Colegios de su Congregación, fue pasante de los Colegios pontevedreses de San Juan de Poyo (1681-1685) y de San Salvador de Lérez (1685), maestro de estudiantes del Colegio de San Vicente de Oviedo y catedrático de Artes de la Universidad Ovetense, donde se había graduado en Teología. Asimismo, fue abad (1686-1689) de Nájera, definidor general y predicador (1689-1693) de Nájera, y predicador de San Martín de Madrid (1693-1705). Obtuvo el empleo de predicador de S.M. en la real capilla, cargo que ocupó por catorce años, y fue calificador de la Suprema Inquisición en Madrid.
En 1711 fue presentado por Felipe V como arzobispo de México. Llegó a Veracruz el 3 de diciembre de 1712 y a la Ciudad de México el 4 de enero del año siguiente. Se consagró el 4 de noviembre de 1714 con la asistencia de los obispos Ángel Maldonado, de Oaxaca; Felipe Trujillo y Guerrero, de Michoacán, y Manuel de Mimbela, de Guadalajara. Hizo su entrada pública el 8 de diciembre.
Durante su arzobispado se dedicó a hacer observar las decisiones de los concilios Tridentino y Mexicano por parte del clero. Realizó visitas a los pueblos más remotos del arzobispado de México pasando por Cuernavaca y llegando hasta Acapulco. Financió gran parte de las obras del Colegio de Belén, cuidó de las capellanías y del culto a la Virgen de Guadalupe. En 1727 obtuvo la primera Bula y real cédula para la erección de una iglesia colegiata. Fomentó la multiplicación de escuelas en los pueblos de indios y fomentó la enseñanza del castellano.
El 25 de enero de 1728 murió en la Ciudad de México a los 71 años de edad. Cuatro días después se verificaron los funerales en la Catedral y el 1 y 2 de marzo las honras tuvieron lugar. Miguel de Aldave Rojo de Vera, provisor y vicario general de los naturales, dio la oración latina y el elogio fúnebre estuvo a cargo de Bartolomé Felipe de Ita y Parra, canónigo magistral de Catedral.

## Arzobispado

### Contexto
En el siglo XVIII hubo una fuerte confrontación entre el clero regular y secular en España debido dos guerras: la de sucesión española y la de siete años. La dinastía de los Borbones llevó a cabo transformaciones importantes con respecto al gobierno de los Austrias, las cuales estaban enfocadas en la creación de un Estado moderno que centralizara el poder, lo que significaba la disminución del poder de las órdenes religiosas.
Felipe V comenzó a discutir la reforma al clero, la cual buscaba por medio de la secularización de la Iglesia que las órdenes religiosas tuvieran menor poder y éste se transfiriera al clero secular. Con esta reforma se intentó quitar el poder delegado a las órdenes religiosas en el gobierno de los Austrias. Lanciego cumplió e insistió en la necesidad de cambiar el orden eclesiástico existente por uno que satisficiera a la nueva monarquía.

### Visitas pastorales (1715-1720)
Lanciego siempre apoyó sin reservas al alto clero, promovió un sínodo provincial que buscaba lograr la secularización de las doctrinas y aumentó las exigencias para las ordenaciones sacerdotales. Entre los años de 1715 y 1720 se dedicó a inspeccionar el estado de los curatos y doctrinas del arzobispado. El objetivo de estas visitas era establecer la primacía de la jurisdicción ordinaria sobre la del clero regular.
Una de sus mayores preocupaciones fue remediar las deficiencias del conocimiento de los indígenas de la doctrina cristiana. Criticó fuertemente la labor de evangelización y ordenó a los curas establecer en cada curato una hora fija para que un maestro enseñara a los fieles la doctrina, así como el establecimiento de escuelas de enseñanza de castellano.
"[...] hemos visto por nuestros ojos con grande dolor […] que muchos adultos y aun casados no saben persignarse, ya por su rudeza, ya por la poca frecuencia que los curas y ministros tienen con los fieles para instruirlos en la doctrina cristiana [...]"
El prelado fue muy insistente en reafirmar el aparato judicial en el ámbito local mediante los jueces. Revisó todas las licencias de los frailes para poder celebrar con el objeto de mostrar la autoridad de la mitra sobre los religiosos. Los provisores del arzobispado recibieron la indicación de involucrarse directamente en los problemas y litigios de los fieles.

### El subsidio eclesiástico

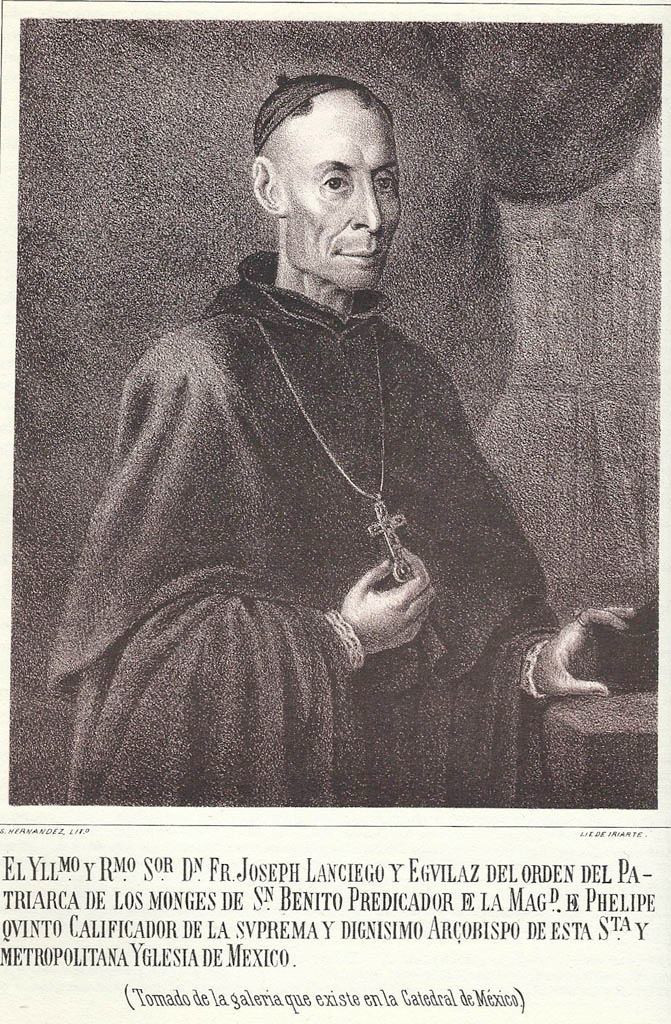
José Pérez de Lanciego Eguiluz y Mirafuentes (1871).

Lanciego retomó el impuesto sobre propiedades de la Iglesia que Ortega y Montañés, previo arzobispo de México, no había podido culminar en 1699. En 1719 reinició la recaudación del subsidio, el cual se redujo de un original 10% a un 6% de todas las rentas eclesiásticas, buscando así una menor resistencia del clero al pago y una mayor eficiencia en el cobro. 
También se estableció que cada convento tuviera que rendir cuentas por separado a los jueces diocesanos, colaboradores que forman el organismo judicial que resuelve casos relativos a materias religiosas que conciernen a la diócesis. 
Una consecuencia importante del subsidio fue la movilización de funcionarios, jueces eclesiásticos y curas para intentar llevar a buen término el cometido. Estos actuaron como fiscalizadores para cobrar hasta en el último rincón del arzobispado. Lanciego envió instrucciones a 91 jueces diocesanos para que actuaran como subdelegados y colectores de subsidio.

### Doctrinas y misiones
En el arzobispado de Lanciego se aumentó el número de curas y vicarios dedicados a los pueblos de indios. Si bien la doctrina seguía bajo el dominio de los franciscanos, sí se crearon cinco ayudas de parroquia con religiosos fijos para intentar solucionar la falta de personal. Igualmente, en 1719 se instauraron varias escuelas de castellano para indios, las cuales se pretendía que ayudaran a lograr una mayor cercanía de los curas con los fieles.
Eran comunes las quejas “de que resultara la relajación de costumbres, y omisión de los párrocos en el cultivo de esas almas, que por su nativo temperamento se inclinan al ocio y flojedad […] contentándose asimismo los ministros con ir a los pueblos a decir su misa sin explicarles la doctrina cristiana ni trabajar en los indios con la perseverancia que necesita la rudeza de su genio".
Al mismo tiempo se intentó reordenar varias parroquias y misiones a cargo de frailes y asignar clérigos en las doctrinas vacantes en calidad de vicarios. En 1720 se buscó decretar la conversión de misiones en doctrinas para que se siguieran en ellas todos los requisitos de presentación de ministros y así se encontraran con presentación del virrey.

### Consolidación de los jueces diocesanos
En el siglo XVI la autoridad de los arzobispos era inferior a las de las órdenes religiosas, al término del arzobispado de Lanciego la situación era muy diferente y el poder de las primeras se encontraba ya muy disminuido, en buena parte, gracias a los jueces diocesanos.
Lanciego siempre perseveró en impulsar la jurisdicción del arzobispado y se enfocó en fortalecer a sus jueces así como reorganizar los límites territoriales de cada uno para conseguir una mayor eficiencia y control jurisdiccional. Así si los frailes llegaran a ejercer algún tipo de jurisdicción en el futuro, sería solo la que la mitra les permitiera.
Como respuesta a las quejas del arzobispo sobre el impedimento que los religiosos representaban para el pleno ejercicio de la jurisdicción del arzobispado y “en prejuicio de las regalías y autoridad de su mitra" Felipe V ordenó el cumplimiento de una cédula que obligase a los obispos a visitar sus obispados y nombrar jueces y vicarios.
Si bien medidas como la revocación de la regulación de las licencias matrimoniales a los doctrineros provocó diversos conflictos con varios ministros de doctrina, éstos terminaron por someterse a la autoridad secular. Al final de la década de 1720 los arzobispos en México se convirtieron en verdaderos representantes de su jurisdicción en prácticamente todas las parroquias.

### Control de las cofradías
En el arzobispado de Lanciego se buscó apartar a los frailes de todo ejercicio jurisdiccional en el arzobispado y se les prohibió tener cargos en la cofradía. Lanciego puso al frente de las cofradías a los jueces eclesiásticos, incluso con el objetivo de regular la petición de limosnas. Toda cofradía que no se sometiese a la visita del arzobispo era suspendida.
El arzobispo puso límites a la intervención de las autoridades civiles locales, especialmente a los alcaldes mayores y sus tenientes, en las cofradías. Expresando claramente la supremacía de la justicia ordinaria por sobre la del doctrinero y el alcalde mayor al estipular que los mayordomos deberían dar cuentas ante el juez eclesiástico.
Cualquier gasto mayor a la cantidad de veinte pesos debía someterse a la intervención del consentimiento de la mesa y necesitaba la licencia del juez eclesiástico de esa villa. Se insistió fuertemente en que toda participación de los frailes en las cofradías debía someterse a la comisión del ordinario.

### Proyecto de secularización
Uno de los principales objetivos en casi una década de arzobispado fue el traspaso de sesenta doctrinas al clero secular. Para lograr su objetivo Lanciego envió a su secretario, José Ansoain y los Arcos, como procurador a Roma en 1721. En una carta al Papa le explicaba la situación del clero del arzobispado y cómo pretendía resolver estos problemas.
“[…] en dicho arzobispado de México hay un número insufientísimo de sacerdotes […] además de ser muy pobres no pueden conseguir beneficios eclesiásticos para su decente manutención […] se suplica a vuestra santidad se sirva por lo menos a minorar a los dichos regulares el número de susodichas parroquias, mandando que, como vayan vacando se den a los sacerdotes seculares [...]".
El intento de secularización del arzobispo Lanciego terminó sin éxito inmediato, pues los frailes aún contaban con cierta influencia en Madrid y su decisión de tratar de manera directa con el Papa sin antes consulta al monarca provocó el rechazo de su proyecto. Sin embargo, su intento secularizado sí tuvo consecuencias a largo plazo al colocar de nuevo el tema en la agenda de los monarcas.

## Ascenso del alto clero
En la segunda mitad del siglo XVII se percibió una relajación en los estándares morales de las órdenes sacerdotales en España y sus dominios americanos. Con la llegada de la dinastía Borbónica en el siglo XVIII comenzó un periodo de renovación acompañado de un fortalecimiento del poder real y la consolidación del absolutismo. La iglesia fue uno de los principales obstáculos para esta tarea y el clero alto fue esencial en el logro de las nuevas políticas.
En la Nueva España la renovación tuvo diversos aliados que buscaban imponer el plan por medio de la introducción de un estilo de vida más modesto. Si bien encontró una fuerte oposición en diversos prelados, la reforma se vio de manera efectiva en el arzobispado de Lanciego al lograr de forma eficiente la restricción del uso de hábitos opulentos.
Al iniciar su arzobispado, Lanciego encontró varios grupos de clérigos y letrados ansiosos por conseguir una posición en la curia. Si bien la mayoría de éstos se encontraba desconectado del pueblo y contaba con poca o nula experiencia respecto al trabajo dentro de la Iglesia, muchos consiguieron un puesto por medio de favores e influencias.
El papel que el arzobispo fungió como conciliador del clero mexicano, con el objeto de evitar confrontaciones, significó que cediera a las presiones de los grupos más cercanos a la curia, el cabildo y las cátedras de la Universidad. Durante el arzobispado de Lanciego fue tradición que los catedráticos de mayor rango ocuparan cargos en la curia.